# Wallichia nana
Wallichia nana är en enhjärtbladig växtart som beskrevs av William Griffiths. Wallichia nana ingår i släktet Wallichia och familjen Arecaceae. Inga underarter finns listade i Catalogue of Life.